# Merab Gagoenasjvili

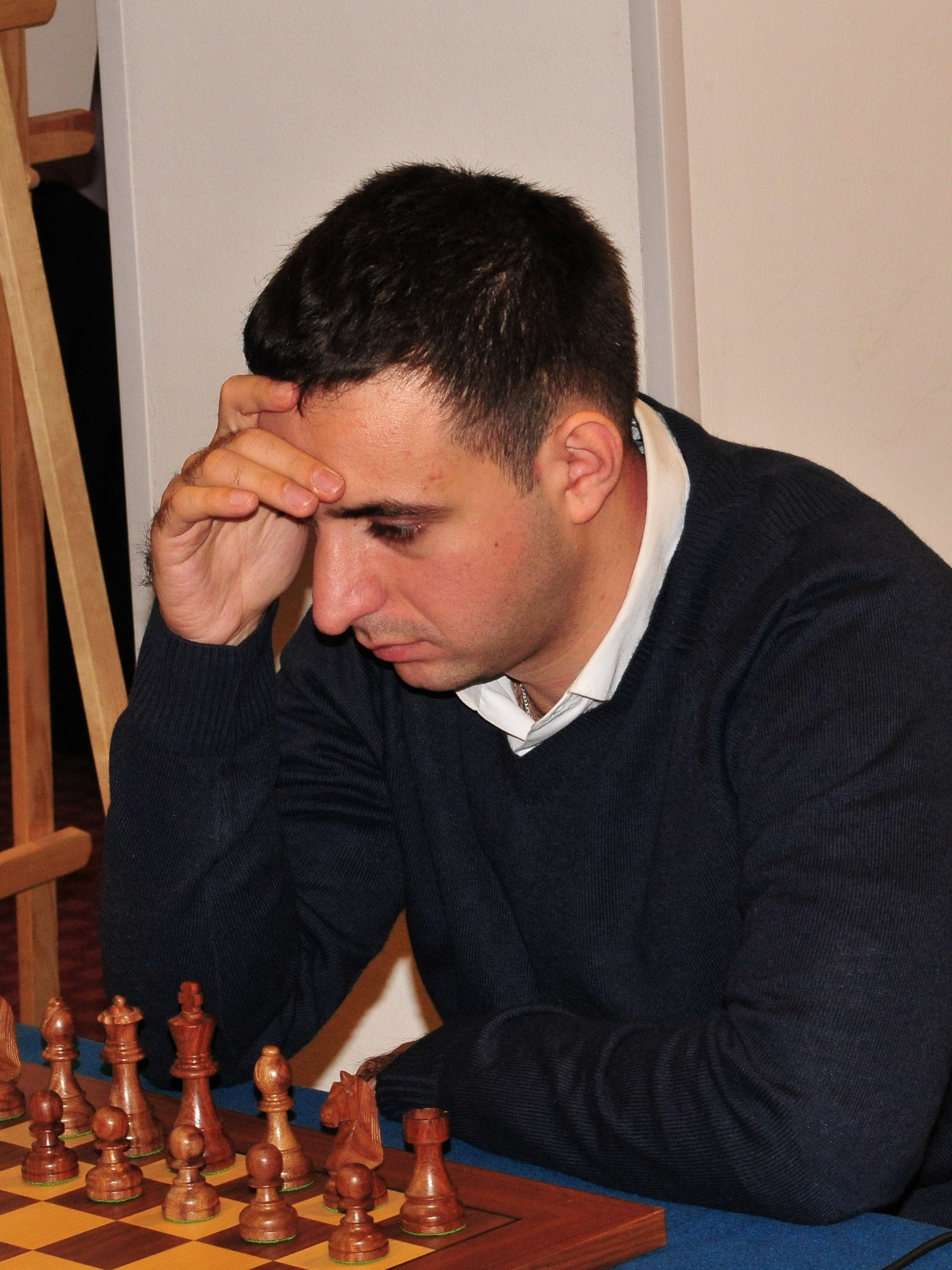
Gagoenasjvili in 2013

Merab Gagoenasjvili (Georgisch: მერაბ გაგუნაშვილი) (Tbilisi, 3 januari 1985) is een Georgische schaker. Hij is sinds 2002 een grootmeester (GM). Hij was twee keer kampioen van Georgië.

## Schaakcarrière
Als kind leerde hij schaken van zijn grootmoeder. Op school merkte men zijn talent op en kreeg hij een trainer. Hij won vervolgens de jeugdkampioenschappen van Georgië in de categorieën tot 12 jaar en tot 14 jaar. 
In 2001 werd hij tweede op het Wereldkampioenschap schaken junioren. Op 17-jarige leeftijd werd hij grootmeester, na het bereiken van de gedeelde tweede plaats op het Europees kampioenschap schaken 2002 in Batoemi. In 2004 werd hij kampioen van Georgië. 
In 2004 nam hij deel aan het FIDE Wereldkampioenschap 2004, waar hij in de eerste ronde werd uitgeschakeld door Smbat Lpoetjan. In het begin van 2007 won hij het Hasting-toernooi met 7 pt. uit 9, na tiebreak tegen titelverdediger Valeri Neverov. In 2009 werd hij gedeeld 3e–8e met Anton Filippov, Elshan Moradiabadi, Vadym Malachatko, Alexander Shabalov en Niaz Murshed in het Ravana Challenge toernooi in Colombo. In 2010 won hij de Tbilisi Municipality Cup. In 2011 werd hij gedeeld 1e–4e met de GMs Gadir Guseinov, Evgeny Gleizerov en Sergej Tiviakov in het 19e Fajr Open schaaktoernooi.
In januari 2015 was hij zesde op de Elo-ranglijst van Georgische schakers. 
Gagoenasjvili noemde als zijn favoriete schakers Bobby Fischer en Garri Kasparov omdat "beide spelers iets nieuws toevoegden aan het schaken." 

## Nationale teams
Gagoenasjvili speelde voor Georgië bij de Schaakolympiades van 2002, 2004, 2006, 2010 en 2012. Bij zijn eerste Olympiade-inzet, in 2002 in Bled, behaalde hij 6.5 pt. uit 8 partijen; Georgië werd toen vierde. 
Hij nam in 2005 deel aan het WK schaken voor landenteams.
Hij speelde tussen 2003 en 2013 vijf keer in het EK landenteams, waarbij hij in 2003 in Plovdiv met het team als derde eindigde en met zijn individuele prestatie aan het reservebord tweede werd.

## Schaakverenigingen
In de Nederlandse Meesterklasse werd Gagoenasjvili in de seizoenen 2004/05 en 2007/08 enkele keren ingezet voor hotels.nl/Groningen. In de Duitse bondscompetitie speelde hij in seizoen 2007/08 voor SC Kreuzberg. In de Chinese competitie speelde hij in 2005 voor Wenzhou Law School en in 2008 voor Wuxi Tiancheng Real Estate.
Hij nam in 2003 deel aan de European Club Cup met Tiflis City en in 2005 met I&A Tiflis.